# Janina Konarska

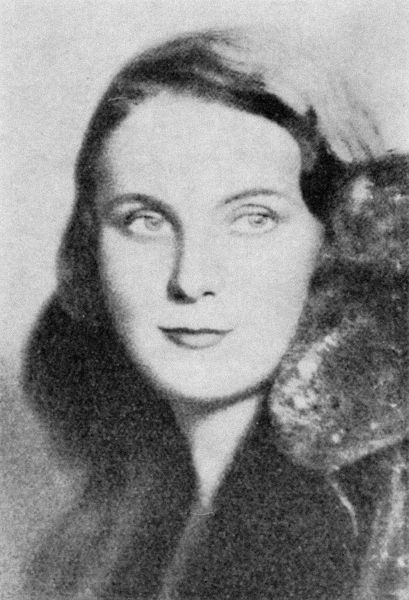
Konarska, años 1930

Janina Konarska-Slomimska (Łódź, 30 de abril de 1900 - Varsovia, 9 de junio de 1975) fue una pintora, escultora, artista gráfica e ilustradora polaca. La recordamos por sus xilografías y sus trabajos con santos y animales. En los Juegos Olímpicos de 1932 de Los Ángeles, ganó la medalla de plata, en la opción de pintura/gravado por su xilografía Stadium.

## Biografía
Provenía de una familia de fabricantes de origen judío apellidada Seideman. Inicialmente, estudió en la escuela femenina Kazimiera Kochanowska de Varsovia y después continuó sus estudios con cursos pedagógicos estatales para profesores de dibujo y de pintura, grafismo, escultura en la Escuela de Bellas Artes.
En 1918, adoptó el pseudónimo artístico Konarska, que oficialmente prendria pasó a ser su apellido en 1924. Al mismo tiempo, la familia Seideman se convirtió al catolicismo adaptando el apellido a Konerscy. En 1920, durante la guerra polaco-soviética, trabajó en el hospital de la Liga Académica.
En marzo de 1934, se casó con Antoni Słonimski, poeta, periodista y dramaturgo del grupo Skamandrite. 
Aparece en una película de 1926: Szczesliwy wisielec, czyli Kalifornia w Polsce.